# William Fly

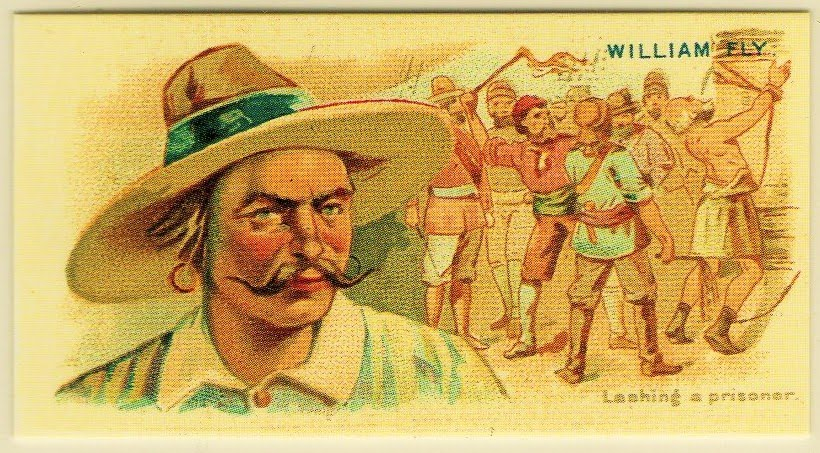
William Fly

William Fly (12 juli 1726 †) was een Engelse piraat, die voor de kust van New England schepen kaapten totdat hij gevangen werd genomen door een bijeengebrachte bemanning van een gevorderd schip. Hij werd opgehangen in Boston, Massachusetts. Volgens verslagen benaderde Fly zijn terechtstelling zonder vrees en durfde tegen de beul te zeggen dat hij maar een zielig karwei tot zich nam. Vervolgens werden zijn handen naast zijn nek gebonden, waarna zijn lichaam verbonden werd door kettingen. Hij werd op het eiland Nixes mate uitgehangen als waarschuwing voor zeelui die zich ook tot piraat wilden bekeren.
Zijn laatste woorden waren zoiets als aan alle kapiteinen, behandel je mannen goed en betaal ze op tijd, Waarschijnlijk heeft Fly gedacht dat hij verraden is door een van zijn bemanningsleden.  
William Fly's carrière als piraat begon met een muiterij op de Elizabeth. Die voer vanuit Jamaica naar West-Afrika. Nadat het schip in handen was van de muiters, maakten ze een Jolly Roger flag, hingen het in de mast, en hernoemden het schip Fames' Revenge. Vervolgens voer het schip richting North Carolina, waarna ze vijf schepen kaapten in 2 maanden tijd, voordat Fly en zijn mannen zelf werden opgepakt.